# Rebus
En rebus (latin: af ting) er en ordgåde, der gættes ud fra billeder og tegn. I nogle rebusser trækkes bogstaver fra et billede eller lægges til:
 - let = bil
og
 + let = billet

Inskriptionen på Rundetårn:
Den rette lære ("DOCTRINAM")
og ("ET")
retfærdighed (sværdet)
léd ("DIRIGE")
Jehovah, (יהוה)
ind i ("IN")
hjertet (det røde hjerte)
på den kronede (kronen)
Christian IV (C4)
1642 (I 1642 blev Rundetårn færdigt).
Altså: Gud, led den rette lære og retfærdighed ind i hjertet på den kronede Christian IV.